# Marco Belinelli
Marco Belinelli (San Giovanni in Persiceto, 25 de maio de 1986) é um jogador italiano de basquete profissional que atualmente joga pelo Virtus Bologna, disputando a Liga Italiana de Basquetebol (LBA). Foi draftado em 2007 na segunda rodada pelo Golden State Warriors.

## Estatísticas

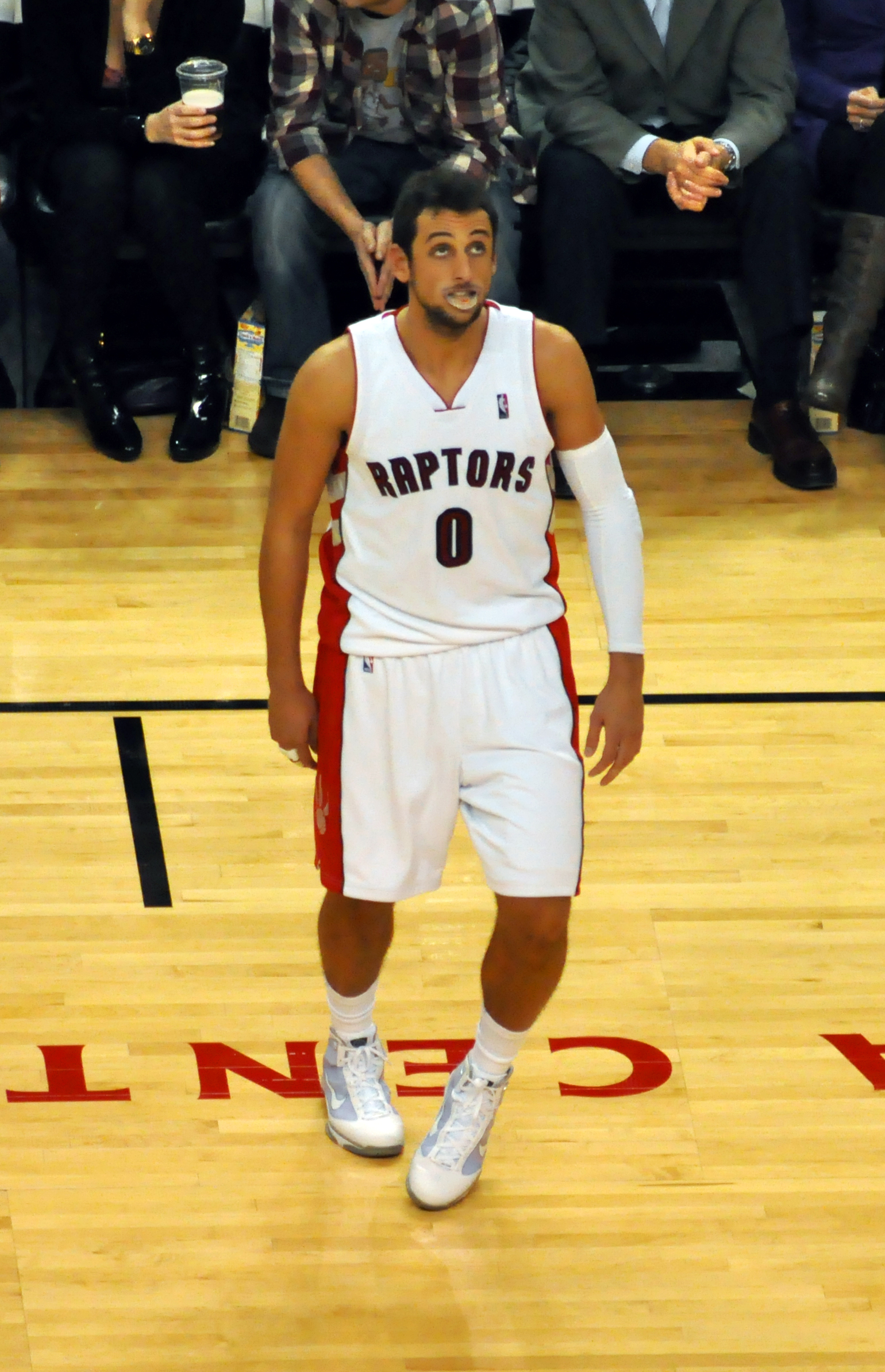
Bellinelli, com os Raptors.

| † | Quando foi campeão |

### Temporada regular
| Ano      | Equipe       | PJ  | PT  | MPP  | %TC  | %3P  | %TL  | RPP | APP | ROB | TPP | PPP  |
| -------- | ------------ | --- | --- | ---- | ---- | ---- | ---- | --- | --- | --- | --- | ---- |
| 2007-08  | Golden State | 33  | 0   | 7.3  | .387 | .390 | .778 | .4  | .5  | .2  | .0  | 2.9  |
| 2008-09  | Golden State | 42  | 23  | 21.0 | .442 | .397 | .769 | 1.7 | 2.1 | .9  | .0  | 8.9  |
| 2009-10  | Toronto      | 66  | 1   | 17.0 | .406 | .380 | .835 | 1.4 | 1.3 | .6  | .1  | 7.1  |
| 2010-11  | New Orleans  | 80  | 69  | 24.5 | .437 | .414 | .784 | 1.9 | 1.2 | .5  | .1  | 10.5 |
| 2011-12  | New Orleans  | 66  | 55  | 29.8 | .417 | .377 | .783 | 2.6 | 1.5 | .7  | .1  | 11.8 |
| 2012-13  | Chicago      | 73  | 27  | 25.8 | .395 | .357 | .839 | 1.9 | 2.0 | .6  | .1  | 9.6  |
| 2013-14† | San Antonio  | 80  | 25  | 25.2 | .485 | .430 | .847 | 2.8 | 2.2 | .6  | .1  | 11.4 |
| 2014-15  | San Antonio  | 62  | 9   | 22.4 | .423 | .374 | .848 | 2.0 | 1.5 | .5  | .0  | 9.2  |
| Total    | Total        | 502 | 209 | 22.8 | .43  | .392 | .819 | 2.0 | 1.6 | .6  | .1  | 9.4  |

### Playoffs
| Ano   | Equipe      | PJ | PT | MPP  | %TC  | %3P  | %TL   | RPP | APP | ROB | TPP | PPP  |
| ----- | ----------- | -- | -- | ---- | ---- | ---- | ----- | --- | --- | --- | --- | ---- |
| 2011  | New Orleans | 6  | 6  | 28.8 | .365 | .308 | 1.000 | .8  | .7  | .8  | .0  | 9.7  |
| 2013  | Chicago     | 12 | 7  | 27.1 | .411 | .340 | .879  | 2.9 | 2.6 | .4  | .0  | 11.1 |
| 2014† | San Antonio | 23 | 0  | 15.5 | .444 | .421 | .955  | 2.3 | .8  | .1  | .0  | 5.4  |
| 2015  | San Antonio | 7  | 0  | 16.6 | .513 | .467 | .846  | 1.9 | 1.4 | .3  | .0  | 9.3  |
| Total | Total       | 48 | 13 | 20.2 | .425 | .383 | .903  | 2.2 | 1.3 | .3  | .0  | 7.9  |